# Bumeráng-köd

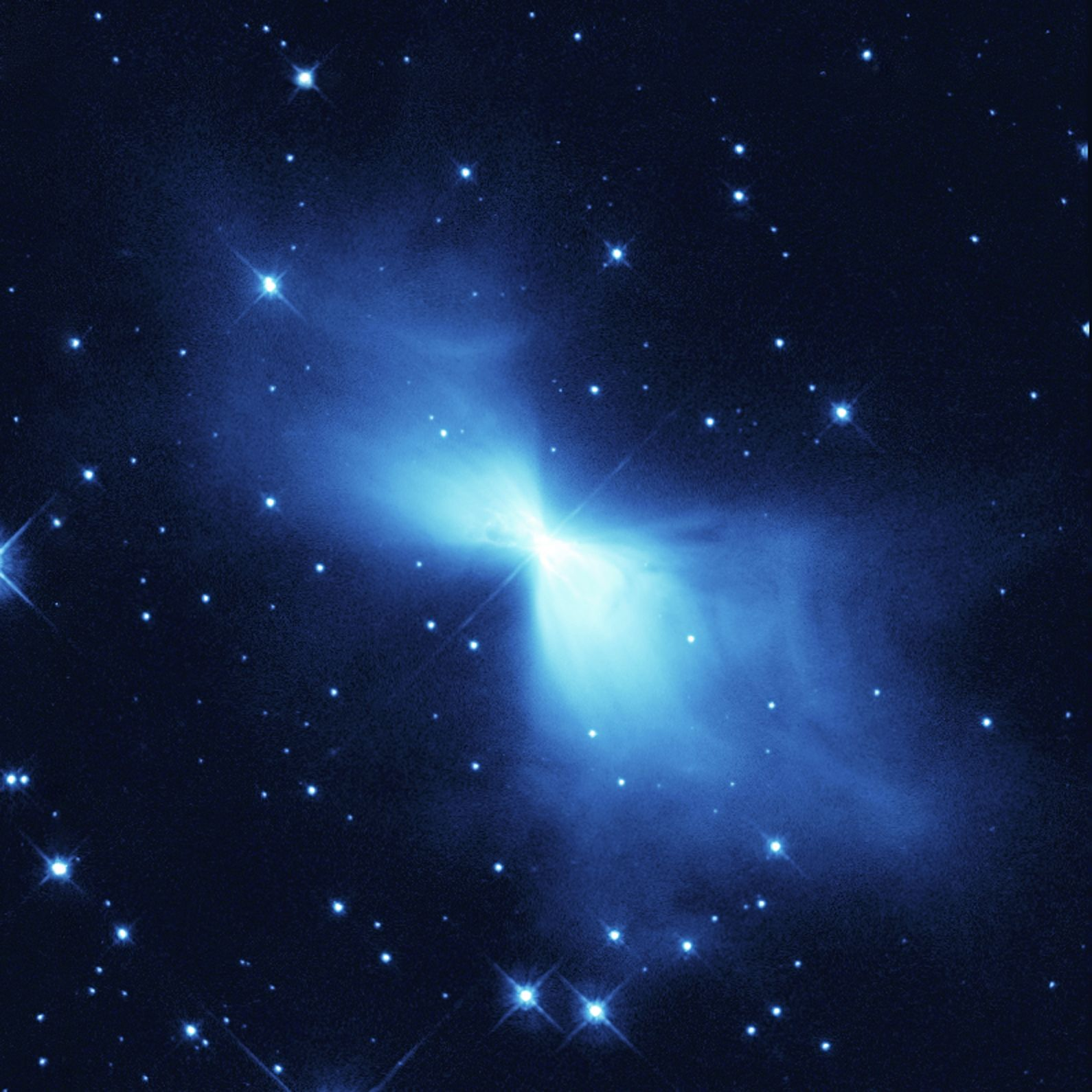
A Bumeráng-köd

A Bumeráng-köd 5 000 fényév távolságban, a déli égbolton a Kentaur csillagképben (Centaurus) fekszik. Feltehetőleg egy keletkezőben lévő planetáris ködről van szó, amelyben a központi csillagról elillanó gáz sebessége 164 km/s (=590 000 km/h). A gyors tágulás folytán a molekulák olyan gázzá alakultak, amelynek hőmérséklete alig haladja meg az abszolút nullát. Ez hidegebb, mint a Világegyetem háttérsugárzása, ezáltal itt található a világűr jelenleg ismert leghidegebb helye. A köd a központi csillag által sugárzott, kidobott porról visszaverődő fényben világít. A csillag évente tömegének mintegy ezred részét dobja le.